# Ton (Burkina Faso)
Pour les articles homonymes, voir Ton.
Ton est une localité située dans le département de Fara de la province des Balé dans la région de la Boucle du Mouhoun au Burkina Faso.

## Santé et éducation
Le village possède une école primaire publique et un centre d'alphabétisation.